# Coelioxys fenestrata
Coelioxys fenestrata là một loài Hymenoptera trong họ Megachilidae. Loài này được Smith mô tả khoa học năm 1873.